# (3711) Ellensburg
(3711) Ellensburg es un asteroide perteneciente al cinturón de asteroides, descubierto el 31 de agosto de 1983 por James B. Gibson desde el Observatorio del Monte Palomar, Estados Unidos.

## Designación y nombre
Designado provisionalmente como 1983 QD. Fue nombrado Ellensburg en homenaje al Ellensburg lugar de nacimiento del descubridor.